# Lil’ Louis
Lil’ Louis ist das Pseudonym des US-amerikanischen DJs und Produzenten Marvin Burns (* 1962 in Chicago, Illinois). Mit French Kiss gelang ihm 1989 der internationale Durchbruch.

## Leben
Louis Burns ist der Sohn des Gitarristen Bobby Sims, der in der Soulband Rotary Connection spielte, und hat neun Geschwister. Schon als Kind spielte er Schlagzeug und Bass, Mitte der 1970er Jahre begann er, als DJ zu arbeiten. Bei Auftritten im Club River’s Edge bekam Burns den Spitznamen Lil’ Louis. Bereits Ende des Jahrzehnts hatte er einen eigenen Club und begann dort, erste Schnitttechniken zu entwickeln. Dabei half ihm u. a. ein Kassettenrekorder.
In den 1980er Jahren veranstaltete Lil’ Louis große House-Partys in Chicago. Dort nahm Burns auch seine ersten Produktionen auf. Die Debütsingle How I Feel erschien auf seinem eigenen Label. 1987 entwickelte sich French Kiss zum lokalen Hit. Zwei Jahre später avancierte der Titel weltweit zum Club- und Charthit. Daraufhin bekam Burns einen Vertrag beim Major-Label Epic Records und veröffentlichte 1989 sein Debütalbum From the Mind of Lil’ Louis. Auch die Auskopplung I Called U wurde zum Clubhit und stieg in die britischen Top 20.
Als das zweite Album Journey with the Lonely weitgehend erfolglos blieb, zog sich Lil’ Louis einige Jahre aus dem Business zurück und produzierte für andere Künstler, wie Babyface und Me’shell Ndegeocello. Durch die Kollaboration mit Louie Vega von Masters at Work kam Burns zurück ins Geschäft und arbeitete u. a. mit Black Magic. How’s Your Evening so Far? von Josh Wink und Lil’ Louis wurde 2000 ein Hit in den UK-Charts.

## Diskografie

### Alben
- 1989: From the Mind of Lil’ Louis
- 1992: Journey with the Lonely
- 1995: Pride ’95 (DJ-Mix by Lil’ Louis)
- 2001: Mix the Vibe: 27 Years in the Mix
- 2009: Two Sides to Every Story

### Singles und EPs
- 1987: Frequency / How I Feel
- 1988: The Original Video Clash
- 1989: French Kiss
- 1989: French Kisses (The Complete Mix Collection E. P.)
- 1989: Frequency (Remix)
- 1990: I Called U
- 1990: Nyce & Slow
- 1992: Club Lonely
- 1992: Saved My Life
- 1996: Freedom (Make It Funky) (Black Magic & Lil’ Louis)
- 1997: French Kiss [1997]
- 1997: Clap Your Hands
- 1999: Blackout
- 1999: Clap Hands
- 2000: How’s Your Evening so Far? (Wink feat. Lil Louis)
- 2008: French Kissing E. P.
- 2012: Fable
- ????: Do U Luv Me

## Auszeichnungen für Musikverkäufe
| Silberne Schallplatte - Frankreich - 1989: für die Single French Kiss |

Anmerkung: Auszeichnungen in Ländern aus den Charttabellen bzw. Chartboxen sind in ebendiesen zu finden.
| Land/RegionAuszeichnungen für Musikverkäufe (Land/Region, Auszeichnungen, Verkäufe, Quellen) | Silber     | Gold  | Platin | Verkäufe | Quellen           |
| -------------------------------------------------------------------------------------------- | ---------- | ----- | ------ | -------- | ----------------- |
| Deutschland (BVMI)                                                                           | —          | Gold1 | —      | 250.000  | musikindustrie.de |
| Frankreich (SNEP)                                                                            | Silber1    | —     | —      | 200.000  | infodisc.fr       |
| Vereinigtes Königreich (BPI)                                                                 | Silber1    | —     | —      | 250.000  | bpi.co.uk         |
| Insgesamt                                                                                    | 2× Silber2 | Gold1 | —      |          |                   |